# سفل النقيل (حبيش)

تعديل مصدري - تعديل

سفل النقيل محلة تابعة لقرية المصينعة، التابعة لعزلة السلق بمديرية حبيش إحدى مديريات محافظة إب في الجمهورية اليمنية، بلغ تعداد سكانها 25 حسب تعداد اليمن لعام 2004.